# Decize
Decize este o comună în departamentul Nièvre din centrul Franței. În 2009 avea o populație de 5.792 de locuitori.

## Evoluția populației
| An        | 1975  | 1982  | 1990  | 1999  | 2006  | 2009  |
| --------- | ----- | ----- | ----- | ----- | ----- | ----- |
| Populație | 7.528 | 7.437 | 6.876 | 6.456 | 5.975 | 5.792 |